# Virág Németh
Virág Németh (ur. 19 czerwca 1985 w Zalaegerszegu) – węgierska tenisistka, reprezentantka kraju w Fed Cup.

## Kariera tenisowa
Starty w zawodowych rozgrywkach rozpoczęła w kwietniu 2001 roku, biorąc udział (dzięki dzikiej karcie) w kwalifikacjach do turnieju WTA w Budapeszcie. Przegrała jednak w pierwszej rundzie z Włoszką, Glorią Pizzichini. W sierpniu tego samego roku, też z dziką kartą, wystąpiła w turnieju głównym rangi ITF w Mariborze, ale ponownie odpadła w pierwszej rundzie. W 2002 roku udanie zagrała na turnieju ITF we włoskim Tarencie, gdzie doszła do finału, pokonując między innymi takie zawodniczki jak Nathalie Viérin i Ľubomíra Kurhajcová. W finale przegrała z Sandrą Klösel. Sukces przyszedł w następnym roku, na turnieju w Bergamo, gdzie pokonała w finale Albertę Brianti. W tym samym roku wygrała jeszcze dwa podobne turnieje. W sumie, w swojej karierze wygrała osiem turniejów w grze singlowej i pięć w deblowej rangi ITF.
W maju 2003 roku udanie przeszła kwalifikacje do turnieju WTA w Strasburgu, ale w pierwszej rundzie poniosła porażkę z Laurą Granville. W roku 2004 wzięła udział w kwalifikacjach do turniejów wielkoszlemowych (Roland Garros, Wimbledon i US Open), ale za każdym razem kończyła na pierwszej rundzie. W 2005 roku wygrała mecz pierwszej rundy podczas eliminacji do Wimbledonu z Galiną Woskobojewą. W następnym pojedynku przegrała z Clarisą Fernández.
W sezonach 2005 i 2006 reprezentowała Węgry w Fed Cup grając w sumie w ośmiu meczach, z których połowę zakończyła zwycięstwem.
W rankingu gry pojedynczej Németh najwyżej była na 130. miejscu (22 listopada 2004), a w klasyfikacji gry podwójnej na 177. pozycji (7 lutego 2005).

## Wygrane turnieje rangi ITF
| turnieje z pulą nagród 100 000 $ |
| turnieje z pulą nagród 75 000 $  |
| turnieje z pulą nagród 50 000 $  |
| turnieje z pulą nagród 25 000 $  |
| turnieje z pulą nagród 15 000 $  |
| turnieje z pulą nagród 10 000 $  |

### Gra pojedyncza
|    | Data       | Turniej   | Kat. | ($)    | Naw.   | Finalistka                  | Wynik         |
| 1. | 16/02/2003 | Bergamo   | ITF  | 10 000 | twarda | Alberta Brianti             | 7:5, 5:7, 7:6 |
| 2. | 27/04/2003 | Tarent    | ITF  | 25 000 | ziemna | Rosa María Andrés Rodríguez | 6:3, 6:7, 6:1 |
| 3. | 04/05/2003 | Pula      | ITF  | 10 000 | ziemna | Lucie Hradecká              | 4:6, 6:0, 6:1 |
| 4. | 19/09/2004 | Sofia     | ITF  | 25 000 | ziemna | Zuzana Kučová               | 5:1, ret.     |
| 5. | 03/10/2004 | Belgrad   | ITF  | 25 000 | ziemna | Jekatierina Byczkowa        | 2:6, 6:2, 6:2 |
| 6. | 31/10/2004 | Stambuł   | ITF  | 25 000 | twarda | İpek Şenoğlu                | 7:5, 6:4      |
| 7. | 04/06/2006 | Győr      | ITF  | 10 000 | ziemna | Antonia-Xenia Tout          | 6:2, 6:3      |
| 8. | 05/07/2009 | Prokuplje | ITF  | 10 000 | ziemna | Karolina Jovanović          | 6:4, 2:6, 7:5 |